# أولف لارسون
أولف لارسون (بالسويدية: Ulf Larsson)‏ (و. 1956 – 2009 م) هو ممثل هزلي، وكاتِب، ومخرج مسرحي، وممثل، ومقدم برامج، من السويد، توفي في بلدية سولنا، عن عمر يناهز 53 عاماً.

## روابط خارجية
- أولف لارسون على موقع IMDb (الإنجليزية)
- أولف لارسون على موقع قاعدة بيانات الفيلم (الإنجليزية)